# Monika Jagaciak
Monika Jagaciak Jankic (Poznań, Polonia; 15 de enero de 1994), también conocida como Jac Jagaciak, es una modelo polaca. Después de firmar con IMG Models en 2007, Jagaciak recibió el apodo de «Jac» por parte de la agencia.

## Carrera

### Carrera temprana y controversia (2007–08)
Su carrera en el modelaje comenzó en 2007 después de que su hermana la convenciera para apuntarse a un casting de la agencia GAGA Models en un centro comercial de Polonia. Fue contratada por IMG y en julio de 2007 apareció en la revista francesa Jalouse. A los trece años, participó en una campaña para la marca Hermes en la temporada otoño/invierno 2007 junto a Daria Werbowy, quitándole el puesto a más de 600 concursantes que se habían apuntado, todavía estando en el colegio. Jagaciak dijo en una ocasión que desconocía la marca Hermes, y nunca había escuchado sobre el fotógrafo Peter Lindbergh. Sus fotos fueron criticadas por un sector de la sociedad que las consideraba demasiado sexuales para una niña. Poco después, Jagaciak empezó a viajar internacionalmente, en 2008 viajó a Japón donde apareció en la portada de Elle. En mayo de 2008, apareció por segunda vez en la portada de Jalouse, y en octubre de 2008 también apareció en la versión japonesa de Harper's Bazaar y Spur. Jagaciak iba a aparecer en la Vogue australiana pero el editor consideró que no era lo suficientemente mayor y debido a  las restricciones de edad no pudo comenzar a desfilar hasta unos años después.
El éxito de Jagaciak a una edad temprana causó controversia y esto se incrementó cuando, en 2008, a los catorce años, fue considera inapropiada para la Australian Fashion Week. Después de las críticas por sexualización de las modelos jóvenes, los organizadores de la Australian Fashion Week prohibieron a los menores de 16 años desfilar. Jagaciak, quien sentía que era lo suficientemente mayor, pensó que la decisión era «estúpida». La modelo Gemma Ward, no fue cuestionada cuando en 2003, a los quince años, hizo el mismo desfile o cuando Tallulah Morton debutó en la misma pasarela con trece años dos años más tarde. Su madre, Marlena, dijo que siempre la acompañaba a sus presentaciones y que nunca la pondría en peligro.

### Debut en la pasarela (2009–presente)
A la edad de 15 años causó furor con su debut en la New York Fashion Week, desfilando para marcas como Donna Karan o Calvin Klein. Se volvió conocida por su poderosa forma de andar y, a pesar de que sufrió una caída en la pasarela de Hervé Léger, cerró el desfile de Shiatzy Chen, Marc Jacobs y Marni. Desfiló en la Milan Fashion Week para Prada, Dolce & Gabbana, Fendi, Versace, entre otras marcas, pero su edad la impidió participar en la Paris Fashion Week. Ha sido portada de varias revistas. El diseñador Francisco Costa dijo cuando se convirtió en el rostro de Calvin Klein que «ella posee una belleza atemporal que la hace muy versátil, convirtiéndola en una promesa de la moda».
Para la FW10 sus campañas incluyeron Valentino, Alberta Ferretti, Chanel Beauty, Marc Jacobs, y Filosofía de Alberta Ferretti. Sin embargo, su contrato con Calvin Klein terminó al año siguiente y fue reemplazada por Lara Stone. En primavera de 2011, abrió el desfile de Tommy Hilfiger y cerró el de Derek Lam y Richard Chai LOVE.
En 2013, Jac debuta en el Victoria's Secret Fashion Show, cerrando por dos años consecutivos el segmento Pink, submarca de Victoria's Secret.
En 2015, se convirtió en un ángel de Victoria's Secret. Al año siguiente abandonó la firma.

### Vida personal
Jagaciak está casada con el fotógrafo serbio Branislav Jankic desde 2017. Jac se convirtió en madre de una niña llamada Mila Jankic, nacida el 10 de agosto de 2019.